# Тобі Фокс
Тобі Фокс (англ. Toby Fox; нар. 11 жовтня 1991), також відомий під псевдонімом Radiation — американський розробник відеоігор та композитор. Найбільше відомий завдяки розробці високо оціненої критиками гри Undertale у 2015. Також він писав музику для вебкоміксу Гомстак.

## Кар'єра
Фокс почав писати музику для коміксу Ендрю Гассі Гомстак у 2009 році, будучи в останньому класі школи. Спочатку Фокс не відгукнувся на заклик Гассі щодо створення «команди музикантів» у квітні 2009, але пізніше сам Гассі звернув на нього увагу, коли він почав викладати кавери на треки з коміксу, виконані на піаніно. Також Фокс взяв участь у творенні музики для відеогри у світі Гоумстака Hiveswap.

### Undertale
Найпопулярніша робота Фокса — рольова відеогра 2015 року Undertale, яка була куплена понад мільйон разів, ставши «проривом» та «поп-культурним феноменом». Фокс розробив гру самостійно, за винятком окремих митецьких робіт: він хотів не залежати ні від кого у процесі виробництва. До розробки Undertale Фокс мав дуже мало досвіду у цій сфері: разом із трьома братами у школі здійснював ромхакінг для гри EarthBound. Ідеї для зовнішнього вигляду персонажів Undertale у нього з'явилися у коледжі, там він записував ці образи в блокнот.
Одразу після релізу гра здобула широку фанбазу, а за тим і суперечливі відгуки. Фокс заявив, що він не проти того, що гра може комусь не сподобатись, за його словами, гра «не для всіх». Попри велику кількість нагород та визнання Undertale's, Фокс написав, що, на його думку, гра все ж є «нішевою» і заслуговує на оцінку «8/10».
У 2016 році Тобі Фокс оприлюднив декілька треків, які так і не увійшли до гри Undertale. Також він став автором журналу A Profound Waste of Time. У 2018 році за розробку Undertale Фокса було включено до списку Forbes Тридцятеро молодше тридцяти.

### Deltarune
30 жовтня 2018 Фокс на своєму твітері закликав перевірити офіційний твітер гри Undertale протягом наступних 24 годин. Наступного дня Фокс виклав перший розділ послідовника Undertale — гри під назвою Deltarune — для безкоштовного завантаження. 1 листопада Тобі Фокс повідомив деякі новини щодо проекту. Так, решта гри стане доступною одномоментно, проте невідомо, коли це станеться. Також він заявив, що працював над грою з 2012 року, і що ідея для Deltarune розвинулася із Undertale під час її розробки. «Deltarune» — анаграма слова «Undertale».

### Pokémon
Автор також написав декілька композицій на замовлення Nintendo, для ігор Pokémon Sword and Shield  та Pokémon Scarlet and Violet
Перелік декількох з них: Battle Tower Sada & Turo Battle Theme Legendary Quartet Battle Theme